# ニュースザップ
ニュースザップは、BSスカパー!で放送されていた報道番組である。世界情勢、経済を主に扱う。改題前のタイトルはチャンネル生回転TV Newsザップ！

## 概要
スカパー!の有料チャンネルであるBBCワールドニュース、CNNj、日経CNBCで放送中の番組をザッピングし、その内容についてレギュラー出演者とゲストが、意見、解説、議論する。また、複数のレギュラーコーナーもある。
番組開始から2017年6月22日まではBSかスカパー!のいずれかに加入していれば全編を無料で視聴できたが、2017年7月21日からは、17:55-22:00の1部は無料、20:00-21:00の2部はスカパー!のチャンネル等契約者のみが視聴可となった。

## レギュラーコーナー
月～木曜日
- ゲストの話したいこと（3つ）
- 曜日ザッパーの話したいこと（3つ）
- ゲストが紹介するスイーツ
- 予備校英語講師山添玉基による　You can make it!　時事英語
- ゲストおすすめの書籍紹介
- みんなで挑戦！目指せ1億円！？ トレダビ株シミュレーション（Season1、Season2）

金曜日
- プチ鹿島の今週絶対知っておくべきニュース10
- 予備校英語講師山添玉基による　You can make it!　時事英語
- 世界に伝えられた日本
- みんなで挑戦！目指せ1億円！？ トレダビ株シミュレーション（Season1、Season2）
- キャメレオン竹田の占い（2014年10月17日～12月19日の放送まで）
- ゲストが放った鋭い一言集（2015年1月9日の放送より）
- モーリーが注目！来週の世界の動き

- ゲストの話したいこと（3つ）
- 曜日ザッパーの話したいこと（2つ）
- ゲストおすすめの書籍紹介
- 今日の日経CNBC
- みんなで挑戦！目指せ1億円！？ FXシミュレーション（Season1、Season2）

月～木曜日
- ゲストの話したいこと（3つ）
- 曜日ザッパーの話したいこと（2つ）
- ゲストおすすめの書籍紹介
- 今日の日経CNBC
- みんなで挑戦！目指せ1億円！？ トレダビ株シミュレーション

月末金曜日
- プチ鹿島の今月絶対知っておくべきニュース10
- ゲストが放った鋭い一言集
- モーリーが注目！来月の世界の動き
- 世界に伝えられた日本
- 今日の日経CNBC

月～木曜日
- ゲストの話したいこと（2つ）
- 曜日ザッパーの話したいこと（2つ）
- ゲストおすすめの書籍紹介
- ザッピングテーマについての討論
- ニュースザップ厳選！週末オススメ番組（木曜日のみ）

月末金曜日
- プチ鹿島の今月絶対知っておくべきニュース10
- ゲストが放った鋭い一言集
- モーリーが注目！来月の世界の動き
- 世界に伝えられた日本
- 今日の日経CNBC

月～木曜日
- ゲストの話したいこと（2つ）
- 曜日ザッパーの話したいこと（2つ）
- ゲストおすすめの書籍紹介
- ザッピングテーマについての討論
- ニュースザップ厳選！週末オススメ番組（木曜日のみ）

月末木曜日
- モーリーの今抑えておくべきコトバ「ザップワード」
- モーリーのこれから注目の国「モーリーズマップ」
- プチ鹿島の日本で報じられなかったニュース
- ゲストが放った鋭い一言集
- ニュースザップ厳選！週末オススメ番組

- The Q-rated week（今週世界で報道されていたニュースを紹介）
- アタマのモノサシ（ゲストのオススメ本を紹介する）
- THE モーリー的 BIGDATA
- 5QUESTIONS
- Back all right アーサー
- ミイナのみ～んなで考えよう

## 特番
- 2014年12月26日（金）に「2014年　年忘れ5時間5分スペシャル」と題して11:55-17:00の生放送を行った。
- 2015年9月24日（水）に「次世代スペシャル4時間拡大版！ 国会前から中継も！」と題して15:55-20:00の生放送を行った。
- 2015年12月18日（金）に「2015年総まとめ！2016年大胆予測!!5時間スペシャル（ゆく年くる年スペシャル）」と題して11:55-17:00の生放送を行った。
- 2016年3月25日（金）に「知っているようで知らない中国大特集5時間SP」と題して11:55-17:00の生放送を行った。
- 2016年5月27日（金）に「月イチSP　オバマ大統領広島訪問拡大版」と題して13:55-18:00の生放送を行った。
- 2016年9月27日（火）に「ニュースザップSP　米大統領候補討論会 第1回 生中継」と題して9:30-12:00の生放送を行った。
- 2017年3月24日（金）に「ニュースザップ5時間SP 変わるお金の価値と幸せのカタチ！」と題して11:55-17:00の生放送を行った。
- 2017年12月15日（金）の最終回に16:55-21:00の生放送を行った。

## 出演者
主な出演者

MC
- 神田愛花
- 宮澤エマ
- 太田エイミー
- 堀口ミイナ

曜日ザッパー
- モーリー・ロバートソン
- グローバー
- ショーン・マクアードル川上
- アーサー・ビナード
- プチ鹿島

出演者一覧
MC
- 月～木曜日：神田愛花
- 金曜日：モーリー・ロバートソン、宮澤エマ

| 一時的な交代 | 一時的な交代         | 一時的な交代                                                 |
| 回           | 放送日               | 交代の詳細                                                   |
| ------------ | -------------------- | ------------------------------------------------------------ |
| 015          | 2014年10月24日（金） | 宮澤エマが休み。代わりのMCを呼ばずフィフィを追加のゲストに。 |
| 020          | 2014年10月31日（金） | 宮澤エマが休み。代わりのMCを呼ばずフィフィを追加のゲストに。 |
| 066          | 2015年01月16日（金） | 宮澤エマが休み。代わりのMCを呼ばずフィフィを追加のゲストに。 |
| 071          | 2015年01月23日（金） | 宮澤エマが休み。矢吹春奈が代わりを担当。                     |
| 076          | 2015年01月30日（金） | 宮澤エマが休み。太田エイミーが代わりを担当。                 |
| 095          | 2015年02月27日（金） | 宮澤エマが休み。太田エイミーが代わりを担当。                 |
| 100          | 2015年03月06日（金） | 宮澤エマが休み。太田エイミーが代わりを担当。                 |
| 110          | 2015年03月20日（金） | 宮澤エマが休み。太田エイミーが代わりを担当。                 |

曜日ザッパー
- 月曜日：モーリー・ロバートソン
- 火曜日：グローバー
- 水曜日：ショーン・マクアードル川上
- 木曜日：アーサー・ビナード
- 金曜日：モーリー・ロバートソン、プチ鹿島（ゲストと兼任）

| 一時的な交代 | 一時的な交代         | 一時的な交代                                                     |
| 回           | 放送日               | 交代の詳細                                                       |
| ------------ | -------------------- | ---------------------------------------------------------------- |
| 017          | 2015年10月28日（火） | グローバーが休み。モーリー・ロバートソンが代わりを担当。         |
| 019          | 2015年10月30日（木） | アーサー・ビナードが休み。モーリー・ロバートソンが代わりを担当。 |
| 061          | 2015年01月08日（木） | アーサー・ビナードが休み。フィフィが代わりを担当。               |
| 075          | 2015年01月29日（木） | アーサー・ビナードが休み。フィフィが代わりを担当。               |
| 083          | 2015年02月10日（火） | グローバーが休み。フィフィが代わりを担当。                       |

日経CNBCザッパー
- 月～金曜日：安住麻里

BBCザッパー、CNNjザッパー
- 露木麻土香
- 川上潤也
- イトウヒロム
- 沖上奏海
- 渡辺奨子
- 市川えり菜
- 鈴木きらら

MC
- 月～水曜日：神田愛花
- 木曜日：宮澤エマ

| 一時的な交代 | 一時的な交代         | 一時的な交代                                               |
| 回           | 放送日               | 交代の詳細                                                 |
| ------------ | -------------------- | ---------------------------------------------------------- |
| 176          | 2015年08月06日（木） | 宮澤エマが休み。太田エイミーが代わりを担当。               |
| 179          | 2015年08月13日（木） | 宮澤エマが休み。太田エイミーが代わりを担当。               |
| 183          | 2015年08月20日（木） | 宮澤エマが休み。太田エイミーが代わりを担当。               |
| 184          | 2015年08月24日（月） | 神田愛花が休み。ショーン・マクアードル川上が代わりを担当。 |
| 185          | 2015年08月25日（火） | 神田愛花が休み。ショーン・マクアードル川上が代わりを担当。 |
| 186          | 2015年08月26日（水） | 神田愛花が休み。ショーン・マクアードル川上が代わりを担当。 |
| 187          | 2015年08月27日（木） | 宮澤エマが休み。太田エイミーが代わりを担当。               |
| 191          | 2015年09月10日（木） | 宮澤エマが休み。太田エイミーが代わりを担当。               |
| 194          | 2015年09月17日（木） | 宮澤エマが休み。太田エイミーが代わりを担当。               |
| 196          | 2015年09月24日（木） | 宮澤エマが休み。太田エイミーが代わりを担当。               |
| 200          | 2015年10月01日（木） | 宮澤エマが休み。太田エイミーが代わりを担当。               |

曜日ザッパー
- 月曜日：モーリー・ロバートソン
- 火曜日：グローバー
- 水曜日：ショーン・マクアードル川上
- 木曜日：アーサー・ビナード

| 一時的な交代 | 一時的な交代         | 一時的な交代                                                           |
| 回           | 放送日               | 交代の詳細                                                             |
| ------------ | -------------------- | ---------------------------------------------------------------------- |
| 127          | 2015年04月21日（火） | グローバーが休み。ショーン・マクアードル川上が代わりを担当。           |
| 148          | 2015年06月10日（水） | ショーン・マクアードル川上が休み。フィフィが代わりを担当。             |
| 149          | 2015年06月11日（木） | アーサー・ビナードが休み。蟹瀬誠一が代わりを担当。                     |
| 156          | 2015年06月25日（木） | アーサー・ビナードが休み。おしどりマコが代わりを担当。                 |
| 168          | 2015年07月21日（火） | グローバーが休み。ショーン・マクアードル川上が代わりを担当。           |
| 172          | 2015年07月30日（木） | アーサー・ビナードが休み。モーリー・ロバートソンが代わりを担当。       |
| 176          | 2015年08月06日（木） | アーサー・ビナードが広島から中継で参加の為、グローバーが代わりを担当。 |
| 186          | 2015年08月26日（水） | ショーン・マクアードル川上がMCを担当の為、フィフィが代わりを担当。     |
| 196          | 2015年09月24日（木） | アーサー・ビナードが休み。グローバーが代わりを担当。                   |

日経CNBCザッパー
- 月～木曜日：安住麻里

| 一時的な交代 | 一時的な交代         | 一時的な交代                               |
| 回           | 放送日               | 交代の詳細                                 |
| ------------ | -------------------- | ------------------------------------------ |
| 187          | 2015年08月27日（火） | 安住麻里が休み。露木麻土香が代わりを担当。 |

BBCザッパー、CNNjザッパー
- 露木麻土香
- 川上潤也
- イトウヒロム
- 沖上奏海
- 渡辺奨子
- 市川えり菜

MC
- 月～水曜日：神田愛花
- 木曜日：宮澤エマ
- 月末金曜日：太田エイミー

| 一時的な交代 | 一時的な交代         | 一時的な交代                                               |
| 回           | 放送日               | 交代の詳細                                                 |
| ------------ | -------------------- | ---------------------------------------------------------- |
| 203          | 2015年10月08日（木） | 宮澤エマが休み。太田エイミーが代わりを担当。               |
| 210          | 2015年10月22日（木） | 宮澤エマが休み。太田エイミーが代わりを担当。               |
| 221          | 2015年11月12日（木） | 宮澤エマが休み。神田愛花が代わりを担当。                   |
| 228          | 2015年11月26日（木） | 宮澤エマが休み。高橋マリ子が代わりを担当。                 |
| 233          | 2015年12月03日（木） | 宮澤エマが休み。高橋マリ子が代わりを担当。                 |
| 237          | 2015年12月10日（木） | 宮澤エマが休み。太田エイミーが代わりを担当。               |
| 241          | 2015年12月17日（木） | 宮澤エマが休み。高橋マリ子が代わりを担当。                 |
| 246          | 2016年01月18日（月） | 神田愛花が休み。ショーン・マクアードル川上が代わりを担当。 |
| 247          | 2016年01月19日（火） | 神田愛花が休み。宮澤エマが代わりを担当。                   |
| 248          | 2016年01月20日（水） | 神田愛花が休み。太田エイミーが代わりを担当。               |
| 274          | 2015年03月03日（木） | 宮澤エマが休み。神田愛花が代わりを担当。                   |

曜日ザッパー
- 月曜日：ショーン・マクアードル川上
- 火曜日：グローバー
- 水曜日：モーリー・ロバートソン
- 木曜日：アーサー・ビナード
- 月末金曜日：モーリー・ロバートソン、プチ鹿島（ゲストと兼任）

※第244回から月曜日と水曜日の担当が入れ替わった。
| 一時的な交代 | 一時的な交代         | 一時的な交代                                                 |
| 回           | 放送日               | 交代の詳細                                                   |
| ------------ | -------------------- | ------------------------------------------------------------ |
| 217          | 2015年11月05日（木） | アーサー・ビナードが休み。グローバーが代わりを担当。         |
| 224          | 2015年11月18日（水） | ショーン・マクアードル川上が休み。フィフィが代わりを担当。   |
| 243          | 2015年01月12日（火） | グローバーが休み。ショーン・マクアードル川上が代わりを担当。 |
| 249          | 2016年01月21日（木） | アーサー・ビナードが休み。フィフィが代わりを担当。           |
| 250          | 2016年01月25日（月） | ショーン・マクアードル川上が休み。柯隆が代わりを担当。       |
| 255          | 2016年02月01日（月） | ショーン・マクアードル川上が休み。柯隆が代わりを担当。       |
| 266          | 2016年02月22日（月） | ショーン・マクアードル川上が休み。柯隆が代わりを担当。       |
| 275          | 2016年03月07日（月） | ショーン・マクアードル川上が休み。柯隆が代わりを担当。       |
| 279          | 2016年03月14日（月） | ショーン・マクアードル川上が休み。柯隆が代わりを担当。       |

日経CNBCザッパー
- 月～木、月末金曜日：安住麻里

BBCザッパー、CNNjザッパー
- 露木麻土香
- 川上潤也
- イトウヒロム
- 沖上奏海[1]

MC
- 月～木曜日：神田愛花
- 月末金曜日：太田エイミー

曜日ザッパー
- 月曜日：モーリー・ロバートソン
- 火曜日：グローバー
- 水曜日：アーサー・ビナード
- 木曜日：週替わり
- 月末金曜日：モーリー・ロバートソン、プチ鹿島（ゲストと兼任）

※2016年10月よりモーリー・ロバートソンの担当が木曜日から月曜日に変更。

それに伴い、担当者が週替わりの日も月曜日から木曜日に変更。

12/13（火）はグローバー、アーサー・ビナード

12/14（水）はアーサー・ビナード、モーリー・ロバートソンで放送。
| 週替わり：担当者 | 週替わり：担当者     | 週替わり：担当者         |
| 回               | 放送日               | 担当者                   |
| ---------------- | -------------------- | ------------------------ |
| 284              | 2016年04月11日（月） | 蟹瀬誠一                 |
| 288              | 2016年04月18日（月） | 落合陽一                 |
| 291              | 2016年04月25日（月） | アーサー・ビナード       |
| 295              | 2016年05月09日（月） | グローバー               |
| 300              | 2016年05月16日（月） | 蟹瀬誠一                 |
| 303              | 2016年05月23日（月） | 蟹瀬誠一                 |
| 309              | 2016年06月06日（月） | アーサー・ビナード       |
| 312              | 2016年06月13日（月） | グローバー               |
| 315              | 2016年06月20日（月） | 蟹瀬誠一                 |
| 319              | 2016年06月27日（月） | アーサー・ビナード       |
| 323              | 2016年07月04日（月） | 蟹瀬誠一                 |
| 327              | 2016年07月11日（月） | 蟹瀬誠一                 |
| 332              | 2016年07月25日（月） | サンジーヴ・スィンハ     |
| 336              | 2016年08月01日（月） | 蟹瀬誠一                 |
| 339              | 2016年08月08日（月） | 落合陽一                 |
| 342              | 2016年08月15日（月） | 御厨 貴                  |
| 346              | 2016年08月22日（月） | にしゃんた               |
| 351              | 2016年08月29日（月） | 蟹瀬誠一                 |
| 355              | 2016年09月05日（月） | 大野 旭                  |
| 360              | 2016年09月26日（月） | グローバー               |
| 368              | 2016年10月06日（木） | アレキサンダー・ベネット |
| 371              | 2016年10月13日（木） | アーサー・ビナード       |
| 375              | 2016年10月20日（木） | 蟹瀬誠一                 |
| 379              | 2016年10月27日（木） | グローバー               |
| 385              | 2016年11月10日（木） | 蟹瀬誠一                 |
| 389              | 2016年11月17日（木） | アーサー・ビナード       |
| 392              | 2016年11月23日（木） | アーサー・ビナード       |
| 397              | 2016年12月01日（木） | 大野 旭                  |
| 401              | 2016年12月08日（木） | グローバー               |
| 407              | 2017年01月12日（木） | モーリー・ロバートソン   |
| 410              | 2017年01月19日（木） | グローバー               |
| 414              | 2017年01月26日（木） | アレキサンダー・ベネット |
| 419              | 2017年02月02日（木） | 大野 旭                  |
| 423              | 2017年02月09日（木） | フィフィ                 |
| 427              | 2017年02月16日（木） | 落合陽一                 |
| 430              | 2017年02月23日（木） | アーサー・ビナード       |
| 435              | 2017年03月02日（木） | 大塚耕平                 |
| 439              | 2017年03月09日（木） | 蟹瀬誠一                 |
| 443              | 2017年03月16日（木） | グローバー               |
| 448              | 2017年04月13日（木） | 蟹瀬誠一                 |

| 一時的な交代 | 一時的な交代         | 一時的な交代                                                     |
| 回           | 放送日               | 交代の詳細                                                       |
| ------------ | -------------------- | ---------------------------------------------------------------- |
| 302          | 2016年05月19日（木） | モーリー・ロバートソンの代わりにアーサー・ビナードが担当。       |
| 305          | 2016年05月26日（木） | モーリー・ロバートソンの代わりにフィフィが担当。                 |
| 308          | 2016年06月02日（木） | モーリー・ロバートソンの代わりにフィフィが担当。                 |
| 314          | 2016年06月16日（木） | モーリー・ロバートソンの代わりにアレキサンダー・ベネットが担当。 |
| 322          | 2016年06月30日（木） | モーリー・ロバートソンの代わりにグローバーが担当。               |
| 328          | 2016年07月14日（木） | モーリー・ロバートソンの代わりにアーサー・ビナードが担当。       |
| 335          | 2016年07月28日（木） | モーリー・ロバートソンの代わりにフィフィが担当。                 |
| 349          | 2016年08月25日（木） | モーリー・ロバートソンの代わりにアレキサンダー・ベネットが担当。 |
| 370          | 2016年10月12日（水） | アーサー・ビナードの代わりにフィフィが担当。                     |
| 377          | 2016年10月25日（火） | グローバーの代わりに落合陽一が担当。                             |
| 388          | 2016年11月16日（水） | アーサー・ビナードの代わりに大野 旭が担当。                      |
| 409          | 2017年01月17日（火） | グローバーの代わりにアーサー・ビナードが担当。                   |
| 436          | 2017年03月06日（月） | モーリー・ロバートソンの代わりにフィフィが担当。                 |

BBCザッパー、CNNjザッパー
- 露木麻土香 [2][3]
- 川上潤也 [4]
- 安住麻里
- 綾見有紀[5]
- 鈴木きらら
- 市川えり菜

日経CNBCザッパー
- 月末金曜日：安住麻里

MC
- 月～木曜日：神田愛花
- 月末木曜日：太田エイミー

| 一時的な交代 | 一時的な交代         | 一時的な交代                             |
| 回           | 放送日               | 交代の詳細                               |
| ------------ | -------------------- | ---------------------------------------- |
| 467          | 2017年05月25日（木） | 太田エイミーの代わりに堀口ミイナが担当。 |

曜日ザッパー
- 月曜日：モーリー・ロバートソン
- 火曜日：グローバー
- 水曜日：アーサー・ビナード
- 木曜日：堀口ミイナ
- 月末木曜日：モーリー・ロバートソン、プチ鹿島（ゲストと兼任）

| 一時的な交代 | 一時的な交代         | 一時的な交代                                   |
| 回           | 放送日               | 交代の詳細                                     |
| ------------ | -------------------- | ---------------------------------------------- |
| 448          | 2017年04月13日（木） | 蟹瀬誠一が担当                                 |
| 455          | 2016年04月26日（水） | アーサー・ビナードの代わりに堀口ミイナが担当。 |
| 456          | 2016年04月27日（木） | モーリー・ロバートソン、プチ鹿島が担当。       |

ニュースザッパー
- 月曜日：露木麻土香 [2][3]
- 火曜日：綾見有紀[5]
- 水曜日：川上潤也 [4]
- 木曜日：安住麻里

- モーリー・ロバートソン
- アーサー・ビナード
- 堀口ミイナ

## ゲスト
| 第1～115回 | 第1～115回           | 第1～115回                      |
| 回         | 放送日               | ゲスト                          |
| ---------- | -------------------- | ------------------------------- |
| 001        | 2014年10月06日（月） | 田中康夫                        |
| 002        | 2014年10月07日（火） | 長谷川幸洋                      |
| 003        | 2014年10月08日（水） | 米山明日香                      |
| 004        | 2014年10月09日（木） | 萱野稔人                        |
| 005        | 2014年10月10日（金） | プチ鹿島 古賀茂明               |
| 006        | 2014年10月13日（月） | サンジーヴ・スィンハ            |
| 007        | 2014年10月14日（火） | 福島香織                        |
| 008        | 2014年10月15日（水） | 勝間和代                        |
| 009        | 2014年10月16日（木） | 池内 恵                         |
| 010        | 2014年10月17日（金） | プチ鹿島                        |
| 011        | 2014年10月20日（月） | 岸 博幸                         |
| 012        | 2014年10月21日（火） | 瀬谷ルミ子                      |
| 013        | 2014年10月22日（水） | 山路 徹                         |
| 014        | 2014年10月23日（木） | 伊藤隼也                        |
| 015        | 2014年10月24日（金） | プチ鹿島 フィフィ               |
| 016        | 2014年10月27日（月） | 木村盛世                        |
| 017        | 2014年10月28日（火） | 岡村 聡                         |
| 018        | 2014年10月29日（水） | 林 典子                         |
| 019        | 2014年10月30日（木） | 森 達也                         |
| 020        | 2014年10月31日（金） | プチ鹿島 フィフィ               |
| 021        | 2014年11月04日（火） | 常岡浩介 モーリー・ロバートソン |
| 022        | 2014年11月05日（水） | 岩上安身                        |
| 023        | 2014年11月06日（木） | 堀田佳男                        |
| 024        | 2014年11月07日（金） | プチ鹿島                        |
| 025        | 2014年11月10日（月） | 嶌 信彦                         |
| 026        | 2014年11月11日（火） | 長谷川幸洋                      |
| 027        | 2014年11月12日（水） | 米山明日香                      |
| 028        | 2014年11月13日（木） | 萱野稔人                        |
| 029        | 2014年11月14日（金） | プチ鹿島                        |
| 030        | 2014年11月17日（月） | 出口治明                        |
| 031        | 2014年11月18日（火） | 山路 徹                         |
| 032        | 2014年11月19日（水） | 猪瀬直樹                        |
| 033        | 2014年11月20日（木） | 佐藤智恵                        |
| 034        | 2014年11月21日（金） | プチ鹿島                        |
| 035        | 2014年11月25日（火） | 金子 勝                         |
| 036        | 2014年11月26日（水） | 蟹瀬誠一                        |
| 037        | 2014年11月27日（木） | 田中康夫                        |
| 038        | 2014年11月28日（金） | プチ鹿島                        |
| 039        | 2014年12月01日（月） | マックス・フォン・シュラー小林  |
| 040        | 2014年12月02日（火） | 勝間和代                        |
| 041        | 2014年12月03日（水） | 伊藤隼也                        |
| 042        | 2014年12月04日（木） | 古賀茂明                        |
| 043        | 2014年12月05日（金） | プチ鹿島                        |
| 044        | 2014年12月08日（月） | 常岡浩介                        |
| 045        | 2014年12月09日（火） | 長谷川幸洋                      |
| 046        | 2014年12月10日（水） | 岸 博幸                         |
| 047        | 2014年12月11日（木） | 岡村 聡                         |
| 048        | 2014年12月12日（金） | プチ鹿島                        |
| 049        | 2014年12月15日（月） | 山路 徹                         |
| 050        | 2014年12月16日（火） | 富坂 聰                         |
| 051        | 2014年12月17日（水） | 黒﨑伸子                        |
| 052        | 2014年12月18日（木） | 萱野稔人                        |
| 053        | 2014年12月19日（金） | プチ鹿島                        |
| 054        | 2014年12月22日（月） | 徳川家広                        |
| 055        | 2014年12月24日（水） | 米山明日香                      |
| 056        | 2014年12月25日（木） | 森永卓郎                        |
| 057        | 2014年12月26日（金） | プチ鹿島 フィフィ               |
| 058        | 2015年01月05日（月） | 北川正恭                        |
| 059        | 2015年01月06日（火） | 猪瀬直樹                        |
| 060        | 2015年01月07日（水） | 東国原英夫                      |
| 061        | 2015年01月08日（木） | 田中康夫                        |
| 062        | 2015年01月09日（金） | プチ鹿島                        |
| 063        | 2015年01月13日（火） | 浅野史郎                        |
| 064        | 2015年01月14日（水） | 蟹瀬誠一                        |
| 065        | 2015年01月15日（木） | 平林国彦                        |
| 066        | 2015年01月16日（金） | プチ鹿島 フィフィ               |
| 067        | 2015年01月19日（月） | 福島香織                        |
| 068        | 2015年01月20日（火） | 山路 徹                         |
| 069        | 2015年01月21日（水） | 伊藤隼也 常岡浩介（電話出演）   |
| 070        | 2015年01月22日（木） | 萱野稔人                        |
| 071        | 2015年01月23日（金） | プチ鹿島 常岡浩介               |
| 072        | 2015年01月26日（月） | 池田信夫                        |
| 073        | 2015年01月27日（火） | 勝間和代                        |
| 074        | 2015年01月28日（水） | 古賀茂明                        |
| 075        | 2015年01月29日（木） | 渡邉哲也                        |
| 076        | 2015年01月30日（金） | プチ鹿島                        |
| 077        | 2015年02月02日（月） | 黒井文太郎                      |
| 078        | 2015年02月03日（火） | 大澤真幸                        |
| 079        | 2015年02月04日（水） | 嶋 聡                           |
| 080        | 2015年02月05日（木） | 岩上安身                        |
| 081        | 2015年02月06日（金） | プチ鹿島                        |
| 082        | 2015年02月09日（月） | 富坂 聰                         |
| 083        | 2015年02月10日（火） | 三谷宏治                        |
| 084        | 2015年02月12日（木） | 真山 仁                         |
| 085        | 2015年02月13日（金） | プチ鹿島                        |
| 086        | 2015年02月16日（月） | 上念 司                         |
| 087        | 2015年02月17日（火） | 山路 徹                         |
| 088        | 2015年02月18日（水） | 岡村 聡                         |
| 089        | 2015年02月19日（木） | 米山明日香                      |
| 090        | 2015年02月20日（金） | プチ鹿島                        |
| 091        | 2015年02月23日（月） | 勝間和代                        |
| 092        | 2015年02月24日（火） | 蟹瀬誠一 大井真理子             |
| 093        | 2015年02月25日（水） | 中山恵美子                      |
| 094        | 2015年02月26日（木） | 萱野稔人                        |
| 095        | 2015年02月27日（金） | プチ鹿島                        |
| 096        | 2015年03月02日（月） | 池田信夫                        |
| 097        | 2015年03月03日（火） | 木村草太                        |
| 098        | 2015年03月04日（水） | 前刀禎明                        |
| 099        | 2015年03月05日（木） | 黒井文太郎                      |
| 100        | 2015年03月06日（金） | プチ鹿島                        |
| 101        | 2015年03月09日（月） | 山添玉基                        |
| 102        | 2015年03月10日（火） | 渡邉哲也                        |
| 103        | 2015年03月11日（水） | 福島香織                        |
| 104        | 2015年03月12日（木） | 本川達雄                        |
| 105        | 2015年03月13日（金） | プチ鹿島                        |
| 106        | 2015年03月16日（月） | 出口治明                        |
| 107        | 2015年03月17日（火） | 徳川家広                        |
| 108        | 2015年03月18日（水） | 古家正亨                        |
| 109        | 2015年03月19日（木） | 三浦瑠麗                        |
| 110        | 2015年03月20日（金） | プチ鹿島                        |
| 111        | 2015年03月23日（月） | フィフィ                        |
| 112        | 2015年03月24日（火） | 三橋貴明                        |
| 113        | 2015年03月25日（水） | 嶋 聡                           |
| 114        | 2015年03月26日（木） | 小川仁志                        |
| 115        | 2015年03月27日（金） | プチ鹿島                        |

| 第116～200回 | 第116～200回         | 第116～200回                 |
| 回           | 放送日               | ゲスト                       |
| ------------ | -------------------- | ---------------------------- |
| 116          | 2015年03月30日（月） | 蟹瀬誠一                     |
| 117          | 2015年03月31日（火） | 勝間和代                     |
| 118          | 2015年04月01日（水） | 岡村 聡                      |
| 119          | 2015年04月02日（木） | 古賀茂明                     |
| 120          | 2015年04月06日（月） | 長谷川幸洋                   |
| 121          | 2015年04月07日（火） | 萱野稔人                     |
| 122          | 2015年04月13日（月） | 池田信夫                     |
| 123          | 2015年04月14日（火） | 岩瀬 昇                      |
| 124          | 2015年04月15日（水） | 白戸圭一                     |
| 125          | 2015年04月16日（木） | 鳩山由紀夫                   |
| 126          | 2015年04月20日（月） | プチ鹿島                     |
| 127          | 2015年04月21日（火） | 米山明日香                   |
| 128          | 2015年04月23日（木） | 村田慎二郎                   |
| 129          | 2015年04月27日（月） | 富坂 聰                      |
| 130          | 2015年04月28日（火） | 三谷宏治                     |
| 131          | 2015年04月30日（木） | 本川達雄                     |
| 132          | 2015年05月07日（木） | 開沼 博                      |
| 133          | 2015年05月11日（月） | フィフィ                     |
| 134          | 2015年05月12日（火） | 森 達也                      |
| 135          | 2015年05月13日（水） | 三浦瑠麗                     |
| 136          | 2015年05月14日（木） | おしどりマコ                 |
| 137          | 2015年05月18日（月） | プチ鹿島                     |
| 138          | 2015年05月19日（火） | 徳川家広                     |
| 139          | 2015年05月20日（水） | 長谷川幸洋                   |
| 140          | 2015年05月21日（木） | 内山 節                      |
| 141          | 2015年05月25日（月） | 池田信夫                     |
| 142          | 2015年05月26日（火） | 勝間和代                     |
| 143          | 2015年05月28日（木） | 古賀茂明                     |
| 144          | 2015年06月01日（月） | 窪田 良                      |
| 145          | 2015年06月02日（火） | 木村草太                     |
| 146          | 2015年06月08日（月） | 萱野稔人                     |
| 147          | 2015年06月09日（火） | 渡邉哲也                     |
| 148          | 2015年06月10日（水） | 嶋 聡                        |
| 149          | 2015年06月11日（木） | 真山 仁                      |
| 150          | 2015年06月16日（火） | 松尾 豊                      |
| 151          | 2015年06月17日（水） | 野波健蔵                     |
| 152          | 2015年06月18日（木） | 黒井文太郎                   |
| 153          | 2015年06月22日（月） | 福島香織                     |
| 154          | 2015年06月23日（火） | ナジーブ・エルカシュ         |
| 155          | 2015年06月24日（水） | 蜂谷翔子                     |
| 156          | 2015年06月25日（木） | 島村英紀                     |
| 157          | 2015年06月29日（月） | プチ鹿島                     |
| 158          | 2015年06月30日（火） | 北原茂実                     |
| 159          | 2015年07月01日（水） | 岡村 聡                      |
| 160          | 2015年07月02日（木） | 富坂 聰                      |
| 161          | 2015年07月06日（月） | 大橋知穂                     |
| 162          | 2015年07月07日（火） | 米山明日香                   |
| 163          | 2015年07月08日（水） | 徳川家広                     |
| 164          | 2015年07月09日（木） | 森本あんり                   |
| 165          | 2015年07月13日（月） | ジャン・ユンカーマン         |
| 166          | 2015年07月14日（火） | 落合陽一                     |
| 167          | 2015年07月16日（木） | 小川仁志                     |
| 168          | 2015年07月21日（火） | 三橋貴明                     |
| 169          | 2015年07月23日（木） | 庄司克宏                     |
| 170          | 2015年07月27日（月） | 山本マーク豪                 |
| 171          | 2015年07月28日（火） | 成毛 眞                      |
| 172          | 2015年07月30日（木） | プチ鹿島                     |
| 173          | 2015年08月03日（月） | 萱野稔人                     |
| 174          | 2015年08月04日（火） | 勝間和代                     |
| 175          | 2015年08月05日（水） | 小林 節                      |
| 176          | 2015年08月06日（木） | アレキサンダー・ベネット     |
| 177          | 2015年08月10日（月） | 澤地久枝                     |
| 178          | 2015年08月11日（火） | 亀井静香                     |
| 179          | 2015年08月13日（木） | 大田昌秀                     |
| 180          | 2015年08月17日（月） | 小熊英二                     |
| 181          | 2015年08月18日（火） | 木村草太                     |
| 182          | 2015年08月19日（水） | 北 康利                      |
| 183          | 2015年08月20日（木） | 小久保英一郎                 |
| 184          | 2015年08月24日（月） | 菅 直人                      |
| 185          | 2015年08月25日（火） | 宮本エリアナ                 |
| 186          | 2015年08月26日（水） | 三浦瑠麗                     |
| 187          | 2015年08月27日（木） | 谷尻 誠                      |
| 188          | 2015年09月01日（火） | 島村英紀                     |
| 189          | 2015年09月08日（火） | 北原茂実                     |
| 190          | 2015年09月09日（水） | 岡村 聡 大井真理子           |
| 191          | 2015年09月10日（木） | 澤地久枝                     |
| 192          | 2015年09月14日（月） | 唐木英明                     |
| 193          | 2015年09月15日（火） | 開沼 博                      |
| 194          | 2015年09月17日（木） | 岩瀬 昇                      |
| 195          | 2015年09月23日（水） | 落合陽一 清水章弘 大井真理子 |
| 196          | 2015年09月24日（木） | 長沼 毅                      |
| 197          | 2015年09月28日（月） | 池田信夫                     |
| 198          | 2015年09月29日（火） | 成毛 眞                      |
| 199          | 2015年09月30日（水） | 福島香織                     |
| 200          | 2015年10月01日（木） | 植木安弘                     |

| 第201～283回 | 第201～283回         | 第201～283回                        |
| ------------ | -------------------- | ----------------------------------- |
| 201          | 2015年10月06日（火） | 渡邉哲也                            |
| 202          | 2015年10月07日（水） | 蟹瀬誠一                            |
| 203          | 2015年10月08日（木） | 御厨 貴                             |
| 204          | 2015年10月13日（火） | 米山明日香                          |
| 205          | 2015年10月14日（水） | 黒井文太郎                          |
| 206          | 2015年10月19日（月） | 石川えり                            |
| 207          | 2015年10月20日（火） | 庄司克宏                            |
| 208          | 2015年10月21日（水） | 馬場康夫                            |
| 209          | 2015年10月22日（木） | おしどり                            |
| 210          | 2015年10月26日（月） | 伊東 寛                             |
| 211          | 2015年10月27日（火） | 三谷宏治                            |
| 212          | 2015年10月28日（水） | 白戸圭一                            |
| 213          | 2015年10月29日（木） | 徳川家広                            |
| 214          | 2015年10月30日（金） | プチ鹿島                            |
| 215          | 2015年11月02日（月） | 常岡浩介                            |
| 216          | 2015年11月04日（水） | 柯隆                                |
| 217          | 2015年11月05日（木） | 多田 将                             |
| 218          | 2015年11月09日（月） | 萱野稔人                            |
| 219          | 2015年11月10日（火） | 勝間和代                            |
| 220          | 2015年11月11日（水） | 松尾 豊                             |
| 221          | 2015年11月12日（木） | 三橋貴明                            |
| 222          | 2015年11月16日（月） | オーサ・イェークストロム 黒井文太郎 |
| 223          | 2015年11月17日（火） | 木村草太                            |
| 224          | 2015年11月18日（水） | サンジーヴ・スィンハ                |
| 225          | 2015年11月19日（木） | 御厨貴                              |
| 226          | 2015年11月24日（火） | 三浦瑠麗                            |
| 227          | 2015年11月25日（水） | 北 康利                             |
| 228          | 2015年11月26日（木） | 浅野史郎                            |
| 229          | 2015年11月27日（金） | プチ鹿島                            |
| 230          | 2015年11月30日（月） | 出口治明                            |
| 231          | 2015年12月01日（火） | 北原茂実                            |
| 232          | 2015年12月02日（水） | 山形浩生                            |
| 233          | 2015年12月03日（木） | 岡村 聡                             |
| 234          | 2015年12月07日（月） | 常岡浩介                            |
| 235          | 2015年12月08日（火） | 渡邉哲也                            |
| 236          | 2015年12月09日（水） | 新倉 瞳                             |
| 237          | 2015年12月10日（木） | 蟹瀬誠一                            |
| 238          | 2015年12月14日（月） | 富坂 聰                             |
| 239          | 2015年12月15日（火） | 成毛 眞                             |
| 240          | 2015年12月16日（水） | 藤田孝典                            |
| 241          | 2015年12月17日（木） | 森永卓郎                            |
| 242          | 2015年12月18日（金） | プチ鹿島 落合陽一 松尾 豊           |
| 243          | 2016年01月12日（火） | 出雲 充                             |
| 244          | 2016年01月13日（水） | 日下慶太                            |
| 245          | 2016年01月14日（木） | 真山 仁                             |
| 246          | 2016年01月18日（月） | 唐木英明                            |
| 247          | 2016年01月19日（火） | 島田裕巳                            |
| 248          | 2016年01月20日（水） | 横田 徹                             |
| 249          | 2016年01月21日（木） | 川合伸幸                            |
| 250          | 2016年01月25日（月） | 開沼 博                             |
| 251          | 2016年01月26日（火） | 加藤登紀子                          |
| 252          | 2016年01月27日（水） | 奈良林直                            |
| 253          | 2016年01月28日（木） | おしどり                            |
| 254          | 2016年01月29日（金） | プチ鹿島                            |
| 255          | 2016年02月01日（月） | 高嶋博視                            |
| 256          | 2016年02月02日（火） | 北川フラム                          |
| 257          | 2016年02月03日（水） | 福島香織                            |
| 258          | 2016年02月04日（木） | 山下祐介                            |
| 259          | 2016年02月08日（月） | 植木安弘                            |
| 260          | 2016年02月09日（火） | 堀田佳男                            |
| 261          | 2016年02月10日（水） | エリザベス・オリバー                |
| 262          | 2016年02月15日（月） | 萱野稔人                            |
| 263          | 2016年02月16日（火） | 徳川家広                            |
| 264          | 2016年02月17日（水） | 米山明日香                          |
| 265          | 2016年02月18日（木） | 小久保英一郎                        |
| 266          | 2016年02月22日（月） | 森 達也                             |
| 267          | 2016年02月23日（火） | 想田和弘                            |
| 268          | 2016年02月24日（水） | 大林宣彦                            |
| 269          | 2016年02月25日（木） | 田中幸夫                            |
| 270          | 2016年02月26日（金） | プチ鹿島                            |
| 271          | 2016年02月29日（月） | 原 一男                             |
| 272          | 2016年03月01日（火） | 茂木 誠                             |
| 273          | 2016年03月02日（水） | 御厨 貴                             |
| 274          | 2016年03月03日（木） | 蟹瀬誠一                            |
| 275          | 2016年03月07日（月） | 足立正彦                            |
| 276          | 2016年03月08日（火） | 北原茂実                            |
| 277          | 2016年03月09日（水） | 勝間和代                            |
| 278          | 2016年03月10日（木） | 真山 仁                             |
| 279          | 2016年03月14日（月） | 佐藤健寿 大井真理子                 |
| 280          | 2016年03月15日（火） | 木村草太                            |
| 281          | 2016年03月16日（水） | フィフィ                            |
| 282          | 2016年03月17日（木） | 河合弘之                            |
| 283          | 2016年03月25日（金） | プチ鹿島 富坂 聰 落合陽一 岡村 聡   |

| 第284～444回 | 第284～444回         | 第284～444回                                        |
| ------------ | -------------------- | --------------------------------------------------- |
| 284          | 2016年04月11日（月） | 柯隆                                                |
| 285          | 2016年04月12日（火） | 三谷宏治                                            |
| 286          | 2016年04月13日（水） | 澤地久枝                                            |
| 287          | 2016年04月14日（木） | 白戸圭一                                            |
| 288          | 2016年04月18日（月） | 大澤真幸                                            |
| 289          | 2016年04月19日（火） | 成毛 眞                                             |
| 290          | 2016年04月21日（木） | 蓮池 透                                             |
| 291          | 2016年04月22日（木） | プチ鹿島                                            |
| 292          | 2016年04月25日（月） | 木村草太                                            |
| 293          | 2016年04月26日（火） | 小林 節                                             |
| 294          | 2016年04月27日（水） | 三浦瑠麗                                            |
| 295          | 2016年04月28日（木） | 井上達夫                                            |
| 296          | 2016年05月09日（月） | 岡村 聡                                             |
| 297          | 2016年05月10日（火） | 渡邉哲也                                            |
| 298          | 2016年05月11日（水） | 三橋貴明                                            |
| 299          | 2016年05月12日（木） | 米山明日香                                          |
| 300          | 2016年05月16日（月） | 加藤登紀子                                          |
| 301          | 2016年05月17日（火） | 徳川家広                                            |
| 302          | 2016年05月19日（木） | アレキサンダー・ベネット                            |
| 303          | 2016年05月23日（月） | 萱野稔人                                            |
| 304          | 2016年05月24日（火） | 山形浩生                                            |
| 305          | 2016年05月26日（木） | 伊東 寛                                             |
| 306          | 2016年05月27日（金） | プチ鹿島                                            |
| 307          | 2016年06月01日（水） | 島田裕巳                                            |
| 308          | 2016年06月02日（木） | 黒井文太郎                                          |
| 309          | 2016年06月06日（月） | にしゃんた                                          |
| 310          | 2016年06月07日（火） | 北川フラム                                          |
| 311          | 2016年06月09日（水） | 福島香織                                            |
| 312          | 2016年06月13日（月） | 北 康利                                             |
| 313          | 2016年06月15日（水） | 片山善博                                            |
| 314          | 2016年06月16日（木） | 北川正恭                                            |
| 315          | 2016年06月20日（月） | 富坂 聰                                             |
| 316          | 2016年06月21日（火） | 大澤 聡                                             |
| 317          | 2016年06月23日（木） | 庄司克宏                                            |
| 318          | 2016年06月24日（金） | プチ鹿島                                            |
| 319          | 2016年06月27日（月） | 真山 仁                                             |
| 320          | 2016年06月28日（火） | 多田 将                                             |
| 321          | 2016年06月29日（水） | 落合陽一                                            |
| 322          | 2016年06月30日（木） | 土屋昌巳                                            |
| 323          | 2016年07月04日（月） | 萱野稔人                                            |
| 324          | 2016年07月05日（火） | ジャン・ユンカーマン                                |
| 325          | 2016年07月06日（水） | 山下祐介                                            |
| 326          | 2016年07月07日（木） | 御厨 貴                                             |
| 327          | 2016年07月11日（月） | 森 達也                                             |
| 328          | 2016年07月14日（木） | 常井健一                                            |
| 329          | 2016年07月19日（火） | 松尾 豊                                             |
| 330          | 2016年07月20日（水） | 大野 旭                                             |
| 331          | 2016年07月21日（木） | 足立正彦                                            |
| 332          | 2016年07月25日（月） | 出口治明                                            |
| 333          | 2016年07月26日（火） | 北原茂実                                            |
| 334          | 2016年07月27日（水） | 町田宗鳳                                            |
| 335          | 2016年07月28日（木） | 堀田佳男                                            |
| 336          | 2016年07月29日（金） | プチ鹿島                                            |
| 337          | 2016年08月01日（月） | 徳力龍之介                                          |
| 338          | 2016年08月02日（火） | 山口敬之                                            |
| 339          | 2016年08月08日（月） | 池内 了                                             |
| 340          | 2016年08月09日（火） | 大澤 聡                                             |
| 341          | 2016年08月10日（水） | 秋葉忠利                                            |
| 342          | 2016年08月15日（月） | 古賀 誠                                             |
| 343          | 2016年08月16日（火） | 本川達雄                                            |
| 344          | 2016年08月17日（水） | 澤地久枝                                            |
| 345          | 2016年08月18日（木） | 松田公太                                            |
| 346          | 2016年08月22日（月） | 佐藤健寿                                            |
| 347          | 2016年08月23日（火） | 伊藤 暁                                             |
| 348          | 2016年08月24日（水） | 森本あんり                                          |
| 349          | 2016年08月25日（木） | 片山善博                                            |
| 350          | 2016年08月26日（金） | プチ鹿島                                            |
| 351          | 2016年08月29日（月） | 岡村 聡                                             |
| 352          | 2016年08月30日（火） | 徳川家広                                            |
| 353          | 2016年08月31日（水） | 大橋英敏                                            |
| 354          | 2016年09月01日（木） | 島村英紀                                            |
| 355          | 2016年09月05日（月） | 森 達也                                             |
| 356          | 2016年09月06日（火） | 成毛 眞                                             |
| 357          | 2016年09月07日（水） | 黒井文太郎                                          |
| 358          | 2016年09月20日（火） | 初沢亜利                                            |
| 359          | 2016年09月21日（水） | 中島康晴                                            |
| 360          | 2016年09月26日（月） | フィフィ                                            |
| 361          | 2016年09月27日（火） | 足立正彦 堀田佳男 宮澤エマ                          |
| 362          | 2016年09月28日（水） | 伊波洋一                                            |
| 363          | 2016年09月29日（木） | 我那覇真子                                          |
| 364          | 2016年09月30日（金） | プチ鹿島                                            |
| 365          | 2016年10月03日（月） | 大澤真幸                                            |
| 366          | 2016年10月04日（火） | 三谷宏治                                            |
| 367          | 2016年10月05日（水） | 真山 仁                                             |
| 368          | 2016年10月06日（木） | 白戸圭一                                            |
| 369          | 2016年10月11日（火） | 米山明日香                                          |
| 370          | 2016年10月12日（水） | 三浦瑠麗                                            |
| 371          | 2016年10月13日（木） | 富坂 聰                                             |
| 372          | 2016年10月17日（月） | 大橋英敏                                            |
| 373          | 2016年10月18日（火） | 渡邉哲也                                            |
| 374          | 2016年10月19日（水） | 山形浩生                                            |
| 375          | 2016年10月20日（木） | 開沼 博                                             |
| 376          | 2016年10月24日（月） | 萱野稔人                                            |
| 377          | 2016年10月25日（火） | 大澤 聡                                             |
| 378          | 2016年10月26日（水） | 常井健一                                            |
| 379          | 2016年10月27日（木） | 蟹瀬誠一                                            |
| 380          | 2016年10月28日（金） | プチ鹿島                                            |
| 381          | 2016年10月31日（月） | 木村草太                                            |
| 382          | 2016年11月01日（火） | マーティ・フリードマン                              |
| 383          | 2016年11月02日（水） | 松田公太                                            |
| 384          | 2016年11月09日（水） | 足立正彦 堀田佳男                                   |
| 385          | 2016年11月10日（木） | 行定 勲                                             |
| 386          | 2016年11月14日（月） | 勝間和代                                            |
| 387          | 2016年11月15日（火） | 山下祐介                                            |
| 388          | 2016年11月16日（水） | 竹沢うるま                                          |
| 389          | 2016年11月17日（木） | フィフィ                                            |
| 390          | 2016年11月21日（月） | ノーアム・カッツ                                    |
| 391          | 2016年11月22日（火） | 山口敬之                                            |
| 392          | 2016年11月23日（木） | 堀田佳男                                            |
| 393          | 2016年11月24日（金） | プチ鹿島                                            |
| 394          | 2016年11月28日（月） | 岡村 聡                                             |
| 395          | 2016年11月29日（火） | 東山篤規                                            |
| 396          | 2016年11月30日（水） | 落合陽一                                            |
| 397          | 2016年12月01日（木） | 富坂 聰                                             |
| 398          | 2016年12月05日（月） | 常岡浩介                                            |
| 399          | 2016年12月06日（火） | 大橋英敏                                            |
| 400          | 2016年12月07日（水） | 小泉 悠                                             |
| 401          | 2016年12月08日（木） | マーティ・フリードマン                              |
| 402          | 2016年12月13日（火） | 呼ばず                                              |
| 403          | 2016年12月14日（水） | 呼ばず                                              |
| 404          | 2016年12月23日（金） | プチ鹿島\|} 落合陽一                                |
| 405          | 2017年01月10日（火） | 片山善博                                            |
| 406          | 2017年01月11日（水） | 蟹瀬誠一                                            |
| 407          | 2017年01月12日（木） | 松田公太                                            |
| 408          | 2017年01月16日（月） | 初沢亜利                                            |
| 409          | 2017年01月17日（火） | 水野和夫                                            |
| 410          | 2017年01月19日（木） | 落合陽一                                            |
| 411          | 2017年01月23日（月） | ケント・ギルバート                                  |
| 412          | 2017年01月24日（火） | 足立正彦                                            |
| 413          | 2017年01月25日（水） | 萱野稔人                                            |
| 414          | 2017年01月26日（木） | 白戸圭一                                            |
| 415          | 2017年01月27日（金） | プチ鹿島                                            |
| 416          | 2017年01月30日（月） | 三浦瑠麗                                            |
| 417          | 2017年01月31日（火） | 加藤登紀子                                          |
| 418          | 2017年02月01日（水） | 米山明日香                                          |
| 419          | 2017年02月02日（木） | 勝間和代                                            |
| 420          | 2017年02月06日（月） | 大塚耕平                                            |
| 421          | 2017年02月07日（火） | 佐藤健寿                                            |
| 422          | 2017年02月08日（水） | 竹沢うるま                                          |
| 423          | 2017年02月09日（木） | 大澤真幸                                            |
| 424          | 2017年02月13日（月） | 木村草太                                            |
| 425          | 2017年02月14日（火） | 徳川家広                                            |
| 426          | 2017年02月15日（水） | 岩村 充                                             |
| 427          | 2017年02月16日（木） | 大澤 聡                                             |
| 428          | 2017年02月20日（月） | 黒井文太郎                                          |
| 429          | 2017年02月21日（火） | 北原茂実                                            |
| 430          | 2017年02月23日（木） | 池内 了                                             |
| 431          | 2017年02月24日（金） | プチ鹿島                                            |
| 432          | 2017年02月27日（月） | 内山 節                                             |
| 433          | 2017年02月28日（火） | 本川達雄                                            |
| 434          | 2017年03月01日（水） | 森本あんり                                          |
| 435          | 2017年03月02日（木） | 河合弘之                                            |
| 436          | 2017年03月06日（月） | 富坂 聰                                             |
| 437          | 2017年03月07日（火） | マーティ・フリードマン                              |
| 438          | 2017年03月08日（水） | 渡邉哲也                                            |
| 439          | 2017年03月09日（木） | サンジ―ヴ・スィンハ                                 |
| 440          | 2017年03月13日（月） | 井上達夫                                            |
| 441          | 2017年03月14日（火） | 横田 徹                                             |
| 442          | 2017年03月15日（水） | スズキコージ                                        |
| 443          | 2017年03月16日（木） | 真山 仁                                             |
| 444          | 2017年03月24日（木） | プチ鹿島 落合陽一 大塚耕平 岩村 充 大橋英敏 大澤 聡 |

| 第445～483回 | 第445～483回         | 第445～483回 |
| ------------ | -------------------- | ------------ |
| 445          | 2017年04月10日（月） | 萱野稔人     |
| 446          | 2017年04月11日（火） | 唐木英明     |
| 447          | 2017年04月12日（水） | 米山明日香   |
| 448          | 2017年04月13日（木） | 常岡浩介     |
| 449          | 2017年04月17日（月） | 高橋博之     |
| 450          | 2017年04月18日（火） | 中島康晴     |
| 451          | 2017年04月19日（水） | 山下祐介     |
| 452          | 2017年04月20日（木） | 片山善博     |
| 453          | 2017年04月24日（月） | 森 達也      |
| 454          | 2017年04月25日（火） | 亀井 亨      |
| 455          | 2017年04月26日（水） | 田中幸夫     |
| 456          | 2017年04月27日（木） | プチ鹿島     |
| 457          | 2017年05月08日（月） | 大塚耕平     |
| 458          | 2017年05月09日（火） | 岡村 聡      |
| 459          | 2017年05月10日（水） | 池内 了      |
| 460          | 2017年05月11日（木） | 多田 将      |
| 461          | 2017年05月16日（火） | 山形浩生     |
| 462          | 2017年05月17日（水） | 大野 旭      |
| 463          | 2017年05月18日（木） | 勝間和代     |
| 464          | 2017年05月22日（月） | 遠藤ミチロウ |
| 465          | 2017年05月23日（火） | フィフィ     |
| 466          | 2017年05月24日（水） | 吉田照美     |
| 467          | 2017年05月25日（木） | プチ鹿島     |
| 468          | 2017年05月29日（月） | 山本博文     |
| 469          | 2017年05月30日（火） | 三谷宏治     |
| 470          | 2017年05月31日（水） | 森元 斎      |
| 471          | 2017年06月01日（木） | 富坂 聰      |
| 472          | 2017年06月05日（月） | 大澤真幸     |
| 473          | 2017年06月06日（火） | 大澤 聡      |
| 474          | 2017年06月07日（水） | 落合陽一     |
| 475          | 2017年06月08日（木） | 蟹瀬誠一     |
| 476          | 2017年06月12日（月） | 関根健次     |
| 477          | 2017年06月13日（火） | 北川フラム   |
| 478          | 2017年06月14日（水） | 大橋英敏     |
| 479          | 2017年06月15日（木） | 黒井文太郎   |
| 480          | 2017年06月19日（月） | 福島香織     |
| 481          | 2017年06月20日（火） | 米山明日香   |
| 482          | 2017年06月21日（水） | 水野和夫     |
| 483          | 2017年06月22日（木） | プチ鹿島     |

| 第484～502回 | 第484～502回         | 第484～502回                             |                                                            |
| 回           | 放送日               | ゲスト                                   | テーマ                                                     |
| ------------ | -------------------- | ---------------------------------------- | ---------------------------------------------------------- |
| 484          | 2017年07月21日（金） | 木村太郎 望月衣塑子                      | ニュースの"ホント"と"ウソ"                                 |
| 485          | 2017年07月28日（金） | 大塚耕平 望月優大                        | 社会を変えるのは誰か？                                     |
| 486          | 2017年08月04日（金） | 大澤 聡 小島健良                         | レビュー文化の功罪                                         |
| 487          | 2017年08月18日（金） | なし                                     | 沖縄の今 平和の海国際ピースキャンプ2017in石垣島を特集      |
| 488          | 2017年08月25日（金） | 落合陽一                                 | 落合陽一的「脱近代」                                       |
| 489          | 2017年09月01日（金） | 蟹瀬誠一                                 | 日本の大学はヤバい？                                       |
| 490          | 2017年09月08日（金） | 小泉 悠                                  | 米・中・露の狭間にいる日本                                 |
| 491          | 2017年09月15日（金） | 門脇耕三                                 | ニュースザップ的TOKYO改造論                                |
| 492          | 2017年09月22日（金） | 田中幸夫                                 | 世の中(目の前)をちゃんと見る                               |
| 493          | 2017年09月29日（金） | 大塚耕平 毛受敏浩                        | 日本にもう移民はいるんだぜ                                 |
| 494          | 2017年10月06日（金） | 落合陽一 伊藤洋志                        | 落合陽一的幸せ論                                           |
| 495          | 2017年10月20日（金） | 國分功一郎                               | 暇と哲学とマイルド社会主義                                 |
| 496          | 2017年10月27日（金） | 黒井文太郎                               | 抑止力という概念は成り立つのか？                           |
| 497          | 2017年11月10日（金） | 橋爪大三郎 畑中章宏                      | 井の中の蛙的日本人                                         |
| 498          | 2017年11月17日（金） | 石井哲也 藤井太洋                        | 今の人間は、最終形なのか？                                 |
| 499          | 2017年11月24日（金） | 山形浩生 迫 俊亮                         | "攻める"規制は経済活性化の秘策か？                         |
| 500          | 2017年12月01日（金） | ドラ・トーザン フィフィ ダニエル・カール | ニュースザップ流、世界どこでも異国宣言                     |
| 501          | 2017年12月08日（金） | 加藤登紀子 おしどり                      | このままでホントにOK？勇気ある撤退？ちゃんと見直そうぜ宣言 |
| 502          | 2017年12月15日（金） | 大塚耕平 大澤 聡                         | なんで僕たちは生きているのだろう                           |

## スタッフ

### 現在
- 制作著作：スカパー！

### 過去
- 構成：伊東雅司、川野将一、小幡真弘、大平尚志
- 編成：渡部康弘
- ディレクター：舟津大雄、馬場一彦、会田昌弘
- プロデューサー：平田隆蔵、石川陽、水野敬、川田昌弘
- 制作協力：NEXTEP
- 制作著作：スカパー！